# Amt Wachsenburg
Amt Wachsenburg est une commune d'Allemagne située dans le Land de Thuringe, arrondissement d'Ilm.
La commune d'Amt Wachsenburg est composée des villages (Ortsteil) de Bittstädt, Eischleben, Haarhausen, Holzhausen, Ichtershausen, Rehestädt, Röhrensee, Sülzenbrücken et Thörey.

## Personnalités liées à la ville
- Frédéric-Guillaume de Saxe-Meiningen (1679-1746), duc de Saxe-Meiningen né à Ichtershausen.
- Sebastian Bodinus (1700-1759), compositeur né à Bittstädt.